# Syngnathus folletti
O Syngnathus folletti é uma espécie de peixe que pode ser encontrada no Oceano Atlântico, principalmente na costa Oeste. Tais animais medem cerca de 25 cm de comprimento, possuindo o corpo amarelado com faixas escuras verticais, opérculo prateado e nadadeira caudal enegrecida.